# Diaporthales
Diaporthales is een orde van Sordariomycetes uit de onderklasse Sordariomycetidae.

## Kenmerken
De orde wordt gekenmerkt door zwarte perithecia. De perithecia van schimmels uit deze soort zitten in plantenweefsel. De asci hebben vaak een opvallende apicale ring. De ascosporen kunnen kleurloos tot zwart zijn, ellipsvormig tot langwerpig, eenvoudig te vermenigvuldigen met septa.
Totaal zijn er bijna 500 soorten. Naast veel saprobionten zijn er ook enkele parasieten, zoals de Apiognomia quercina, Apiognomia veneta, Gnomoniella fraxinii. Verschillende soorten Cytospora, de anamorfen van het geslacht Valsa, veroorzaken ziekte bij eucalyptus.

## Taxonomie
De taxonomische indeling van de Diaporthales is als volgt:
Orde: Diaporthales 
- Familie: Apiosporopsidaceae
- Familie: Apoharknessiaceae
- Familie: Asterosporiaceae
- Familie: Auratiopycnidiellaceae
- Familie: Coryneaceae
- Familie: Cryphonectriaceae
- Familie: Cytosporaceae
- Familie: Diaporthaceae
- Familie: Diaporthosporellaceae
- Familie: Diaporthostomataceae
- Familie: Dwiroopaceae
- Familie: Erythrogloeaceae
- Familie: Gnomoniaceae
- Familie: Harknessiaceae
- Familie: Juglanconidaceae
- Familie: Lamproconiaceae
- Familie: Macrohilaceae
- Familie: Melanconidaceae
- Familie: Melanconiellaceae
- Familie: Neomelanconiellaceae
- Familie: Phaeoappendicosporaceae
- Familie: Phaeochorellaceae
- Familie: Prosopidicolaceae
- Familie: Pseudomelanconidaceae
- Familie: Pseudoplagiostomataceae
- Familie: Schizoparmaceae
- Familie: Stilbosporaceae
- Familie: Sydowiellaceae
- Familie: Synnemasporellaceae
- Familie: Tubakiaceae
- Familie: Valsaceae

De volgende geslachten zijn incertae sedis:
- Alnecium - Apomelasmia - Botryodiplodia - Ceratoporthe - Cryptoleptosphaeria - Cytomelanconis - Dendrostoma - Diaporthella - Diatrypoidiella - Dictyoporthe - Ditopellina - Durispora - Exormatostoma - Fremineavia - Gibellia - Gyrostroma - Harpostroma - Hyalorostratum - Hypodermina - Hypophloeda - Hypospilina - Kamalia - Kapooria - Keinstirschia - Kensinjia - Lollipopaia - Macrodiaporthe - Melanamphora - Phragmodiaporthe - Phruensis - Plagiophiale - Plagiostigme - Prostratus - Pseudocryptosporella - Pseudothis - Pseudovalsella - Savulescua - Skottsbergiella - Sphaerognomoniella - Stioclettia - Trematovalsa - Uleoporthe - Wehmeyera - Wuestneiopsis